# Aleksander Chećko
Aleksander Chećko (ur. 28 października 1959 w Kielcach) – polski dziennikarz, publicysta i dyplomata, ambasador RP w Serbii (2014–2016).

## Życiorys
Ukończył w 1982 studia na Wydziale Prawa i Administracji Uniwersytetu Warszawskiego, obronił pracę magisterską u Lecha Falandysza. Pracował jako reporter i publicysta społeczny oraz prawny w „Życiu Warszawy”. Pojechał do Armenii z polskimi ratownikami po trzęsieniu ziemi w 1988. Od 1989 przez kilkanaście lat był reportażystą i komentatorem tygodnika „Polityka”. Na początku lat 90. przez rok odbywał staż w Fondation Journalistes en Europe w Paryżu. Pełnił funkcję redaktora naczelnego „Prawa i Życia” oraz „Życia Warszawy” i dyrektora Programu I Polskiego Radia. Prowadził także prywatną działalność gospodarczą.
W 2004 został pracownikiem Ministerstwa Spraw Zagranicznych. Pełnił funkcję rzecznika prasowego tego resortu za czasów Włodzimierza Cimoszewicza, Adama Daniela Rotfelda i – przez krótki czas – Stefana Mellera. W latach 2006–2011 był kierownikiem wydziału konsularnego ambasady RP w Belgradzie, odpowiedzialnym także za Kosowo i Czarnogórę. Po powrocie do kraju został dyrektorem Centrum Operacyjnego MSZ oraz koordynatorem do spraw sytuacji kryzysowych resortu.
W 2014 został mianowany na stanowisko ambasadora nadzwyczajnego i pełnomocnego RP w Serbii. W 2016 został odwołany z tej funkcji.

## Publikacje
- Zarys podstaw prawnych polityki przeciwalkoholowej w latach 1959–1982, Warszawa: Wydawnictwo Prawnicze, 1984.
- Armenia na własne oczy, Warszawa: PTL, 1991.